# 사이드 나즈룰 이슬람
사이드 나즈룰 이슬람(벵골어: সৈয়দ নজরুল ইসলাম, 1925년~1975년 11월 3일)은 방글라데시의 정치인이자 아와미 연맹의 고위 지도자였다. 방글라데시 독립 전쟁 동안 방글라데시 임시정부에 의해 방글라데시의 부통령으로 선언되었다. 그는 셰이크 무지부르 라흐만이 부재한 상황에서 대통령 권한대행을 맡았다.

## 정치 경력
그의 정치 경력은 1952년 아와미 연맹에 가입하고 언어 운동에 참여하면서 시작되었다. 그는 다양한 지방 및 중앙당 지도부의 직위에 올라 당의 지도자 셰이크 무지부르 라흐만의 가까운 친구가 되었다. 그는 6점 수요 운동 중에 투옥되었다.  그는 1970년에 파키스탄 국민의회으로 선출되어 잠시 동안 다수당의 부대표를 지냈다. 1971년 3월 25일 무지부르가 파키스탄군에 의해 체포된 후, 시드는 다른 당 지도자들과 함께 무지브나가르로 탈출하여 방글라데시의 독립을 선언했다. 무지부르는 방글라데시의 대통령으로 선출되었고, 사이드는 대통령 권한대행을 맡고, 타주딘 아흐마드는 총리를 맡았다. 사이드는 민족주의 운동을 이끌었고, 무크티 바히니 게릴라 부대를 조직하고, 인도와 다른 나라들의 지지를 얻는 데 중요한 역할을 했다.
방글라데시 독립 이후 산업부 장관, 국회 부의장, 헌법 위원회 위원으로 임명되었다. 1975년 무집이 다른 정당들을 금지하고 대통령으로서 권력을 장악했을 때, 시드는 아와미 연맹으로 개명된 BAKSAL의 부회장으로 임명되었다.

## 사망
1975년 8월 15일 셰이크 무지부르 라흐만이 암살된 후, 사이드는 타주딘 아흐마드, 아불 하스나트 무함마드 카마루자만, 무함마드 만수르 알리와 같은 다른 무지부르 충성파들과 함께 지하로 도피했으나, 결국 콘다케르 모스타크 아흐마드 새 대통령의 정권에 의해 체포되었다. 4명의 지도자들은 다카 중앙 교도소에 수감되었고, 11월 3일에 감옥 살해로 알려진 논란이 많고 불가사의한 상황에서 암살되었다. 이 날은 매년 방글라데시 감옥 살인의 날에 기념된다. 키스마트 하셈 대위는 살인 혐의로 종신형을 선고받았고, 그는 캐나다에서 심장마비로 사망했다.